# Касторский, Сергей Михайлович
Серге́й Миха́йлович Касто́рский (20 февраля 1948, Рига, Латвийская ССР — 8 сентября 2016, Санкт-Петербург) — советский и российский композитор, заслуженный деятель искусств Российской Федерации. В 1970-е гг. публиковал свои произведения под псевдонимом Сергей Огарков.

## Биография
За годы профессиональной творческой деятельности написал более 500 песен, многие из которых стали хитами. Песня «Зайка моя» на стихи Виктора Плотицына сразу полюбилась миллионам зрителей. Произведения композитора четырнадцать раз становились лауреатами телевизионного фестиваля «Песня года», большинство из них написаны в сотрудничестве с Михаилом Рябининым, Марком Сониным, Борисом Родиным, Николаем Денисовым. 
Племянник советского иллюзиониста Ивана Кастелло (Касторского).
Среди звёзд и мэтров эстрады, исполняющих песни Сергея Касторского: Иосиф Кобзон, Эдита Пьеха, Людмила Гурченко, Алла Пугачёва, Филипп Киркоров, Лариса Долина, Михаил Боярский, Лев Лещенко, Людмила Сенчина, Эдуард Хиль, Валерий Ободзинский и многие другие. Кроме того Сергей Касторский и сам являлся исполнителем своих песен.
Жил и работал в Санкт-Петербурге. Скончался вследствие онкологического заболевания .

## Авторская дискография
- 1981 — «Песни Сергея Касторского на стихи Михаила Рябинина» (винил)
- 1995 — «Песни Сергея Касторского» (CD)
- 1998 — «Маэстро Сергей Касторский» (2 CD)
- 1999 — «Глаза в глаза» (2 CD)
- 2002 — «Пепел любви» (CD)[2][4]

## Избранные песни
- « Люблю женатого» (слова Виктора Плотицына) исполняет группа «Раз-Гуляй»
- «А весна была до нас» (слова Михаила Танича), исполняет Мария Пахоменко
- «Весна» (слова Михаила Танича), исполняет Лариса Долина
- «Внутренний голос» (слова Бориса Родина), исполняет Михаил Боярский
- «Жадина» (слова Бориса Родина), исполняет Лариса Черникова
- «Журавушка» (слова М. Фролова), исполняет Мария Пахоменко
- «Зайка моя» (слова Виктора Плотицына), исполняет Филипп Киркоров
- «Зеркало души» (слова Бориса Родина), исполняет Лариса Долина
- «Колокола России» (слова Бориса Родина), исполняет Людмила Бакланова
- «Колокольчики во ржи» (слова Бориса Родина), исполняет Иосиф Кобзон
- «Лестница в небо» (слова Бориса Родина), исполняет Альберт Асадуллин
- «Листья» (слова Александра Кришты), исполняет СЕВИРИНА[источник не указан 3159 дней]
- «Люблю!» (слова Александра Кришты), исполняет Михаил Боярский
- «Лягушки» (слова Бориса Родина), исполняет Михаил Боярский
- «Москва» (слова Бориса Родина), исполняет Лев Лещенко
- «На качелях любви» (слова Николая Денисова), исполняет Юрий Охочинский
- «Не могу я без тебя» (слова Александра Ревича), исполняет Михаил Боярский
- «Не моя, чужая» (слова Бориса Родина), исполняет ансамбль «Сябры»
- «Некого винить» (автор слов Б. Гершт), исполняет Эдита Пьеха
- «Не расстались мы» (автор слов А. Кришт), исполняет Филипп Киркоров
- «Песня таксиста» (слова Игоря Шаферана), исполняет Эдуард Хиль
- «Письмо» (слова Бориса Родина), исполняет ансамбль «Синяя птица»
- «Подари» (автор слов Е. Шантгай), исполняет Людмила Гурченко
- «Подари мне солнце» (слова Михаила Рябинина), исполняют Мария Кодряну, Мария Пахоменко
- «Пьеса во Вселенной» (слова Бориса Родина), исполняет Михаил Боярский
- «Русская деревня» (автор слов Е. Шантгай), исполняет Валентина Толкунова
- «Свет любви» (автор слов П. Рубин), исполняет Эдита Пьеха
- «Сезон дождей» (слова Бориса Родина), исполняет Иосиф Кобзон
- «Следы на снегу» (слова Бориса Родина), исполняет Игорь Наджиев
- «Твой день» (слова Виктора Гина), исполняют Валерий Ободзинский, Владислав Качура[6]
- «У дороги нашей любви» (слова Бориса Родина), исполняет Михаил Боярский
- «Уютное кафе» (слова Бориса Родина), исполняет Михаил Боярский
- «Ягодное поле» (слова Бориса Родина), исполняет ансамбль «Сябры»
- «Твой день» исполняет Валерий Ободзинский
- «Иванова ночь» исполняет Валерий Ободзинский

## Награды
- Заслуженный деятель искусств Российской Федерации
- Почётный диплом Законодательного Собрания Санкт-Петербурга (13 февраля 2008 года) — за выдающийся личный вклад в развитие культуры и искусства в Санкт-Петербурге и в связи с 60-летием со дня рождения[7].